# Трассанель
Трассане́ль (фр. Trassanel) — коммуна во Франции, находится в регионе Лангедок — Руссильон. Департамент коммуны — Од. Входит в состав кантона Ма-Кабарде. Округ коммуны — Каркасон.
Код INSEE коммуны — 11395.

## Население
Население коммуны на 2008 год составляло 27 человек.
| 1962 | 1968 | 1975 | 1982 | 1990 | 1999 | 2008 |
| ---- | ---- | ---- | ---- | ---- | ---- | ---- |
| 40   | 41   | 41   | 31   | 21   | 20   | 27   |

## Экономика
В 2007 году среди 18 человек в трудоспособном возрасте (15—64 лет) 12 были экономически активными, 6 — неактивными (показатель активности — 66,7 %, в 1999 году было 84,6 %). Из 12 активных работали 12 человек (8 мужчин и 4 женщины), безработных не было. Среди 6 неактивных 2 человека были учениками или студентами, 2 — пенсионерами, 2 были неактивными по другим причинам.